# Bettemburg
Bettemburg (luxembourgsk: Beetebuerg) er en kommune og et byområde i storhertugdømmet Luxembourg. Kommunen, som har et areal på 21,49 km², ligger i kantonen Esch-sur-Alzette i distriktet Luxembourg. I 2005 havde kommunen 9.234 indbyggere.

## Galleri
- Bettemburg Kirke